# Adam Carl De la Gardie
Adam Carl De la Gardie, född 1665 (döpt 22 november) i Stockholm, död 1 januari 1721, var en svensk greve, militär och ämbetsman.

## Biografi
Adam Carl De la Gardie var andre son till Axel Julius De la Gardie och friherrinnan Juliana Forbus, dotter till Arvid Forbus och Margareta Boije af Gennäs. En yngre bror var Magnus Julius De la Gardie.
De la Gardie kom i tjänst vid Livgardet 1684, blev fänrik 1686 och erhöll 1692 permission för att delta i det pågående kriget i Nederländerna. Han blev 1700 överste vid det livländska infanteriregemente, De la Gardies estländska regemente, som bar faderns namn, och blev senare kommendant i Reval. År 1710 blev han landshövding i Kalmar län och på Öland. Erhöll 1716 generalmajors och 1719 generallöjtnants titel. Han var greve och herre till Friberg i Fittja socken. Han och hustrun begravdes i moderns familjegrav i Riddarholmskyrkan.
De la Gardie gifte sig på Revals slott med sin halvkusin Anna Juliana Horn af Kanckas (1667–1753), syster till Arvid Horn, vars mor hette von Gertten. Släktskapet var via Boije af Gennäs; deras gemensamma förfader Hans Larsson Björnram tillhörde Bureätten. Deras enda barn, Ebba Margareta, var gift med Fredrik Magnus Stenbock, vilkas ättlingar slog sig ner i Estland och varav en dotter, Hedvig Sofia, var överhovmästarinna och gifte sig med Fredrik Ulrik von Rosen och fick flera ättlingar i grevliga ätten von Rosen.